# Большеболдинский район
Большебо́лдинский райо́н — административно-территориальное образование (район) в Нижегородской области России. В рамках организации местного самоуправления ему соответствует Большеболдинский муниципальный округ (с 2004 до 2022 гг. — муниципальный район).
Административный центр — село Большое Болдино.

## География
Село Большое Болдино — административный центр округа, расположено на юго-востоке Нижегородской области в 250 километров от областного центра — города Нижний Новгорода, в 38 километров от ближайшей железнодорожной станции Ужовка и более чем в 100 километров от крупных промышленных центров — городов Арзамаса и Саранска.
Район граничит на востоке с Республикой Мордовия, на севере с Краснооктябрьским районом, на западе с Гагинским и Лукояновским районами и на юге с Починковским муниципальным округом.
Большеболдинский район располагает богатыми рекреационными и туристическими ресурсами, которые представлены объектами природы, памятниками истории, архитектуры и градостроительства, живописными ландшафтами, а также благоприятными климатическими условиями для отдыха и туризма.
Площадь района: 866,47 км².

## История
Болдино и земли, прилегающие к нему, на протяжении четырёх веков принадлежали роду Пушкиных — одному из древнейших дворянских родов России.
В начале 80-х годов XVI века Иваном Грозным Болдино было пожаловано в поместное владение Евстафию Михайловичу Пушкину, отличившемуся в качестве воеводы при обороне Смоленска от нашествия литовцев в 1580 году, а также при ведении трудных дипломатических переговоров с польским королём Стефаном Баторием.
В 1612 году Иван Фёдорович Пушкин, участник Нижегородского ополчения Дмитрия Пожарского и Кузьмы Минина, получил в вотчинное владение деревню Болдино Арзамасского уезда.
После смерти бездетного Ивана Фёдоровича Болдино царём Михаилом было пожаловано в вотчину его брату Федору Фёдоровичу Пушкину за особые заслуги при обороне Москвы от осаждавших её войск польского королевича Владислава.
С начала XVIII века болдинской родовой вотчиной владели прямые предки поэта: прапрадед, прадед, дед, а с начала XIX века — отец поэта Сергей Львович Пушкин.
В связи с предстоящей женитьбой А. С. Пушкина на Н. Н. Гончаровой Сергей Львович Пушкин выделяет своему сыну из родового имения село Кистенево, находящееся в 11 км от Болдина.
Чтобы вступить во владение собственным имением, 31 августа 1830 года А. С. Пушкин выехал из Москвы. Преодолев более 500 км утомительного пути, 3 сентября Пушкин прибывает в Болдино. Здесь он пробыл всю осень — до конца ноября. В 1833 году он вновь приезжает в Болдино, возвращаясь из путешествия по пугачёвским местам.
В 1834 году поэт берет на себя управление всем отцовским имением, надеясь спасти его от грозившего разорения, и снова посещает Болдино.
Земли Болдинского района принадлежали представителям знатных фамилий Российской империи — Апраксиным, Ермоловым, Кочубеям, Репниным, Разумовским, Беклемишевым, Новосильцевым.
Годы советской власти
Большеболдинский район создан в июле 1929 года из селений Новослободской и части селений Большемаресевской волости Лукояновского уезда, из Черновской волости Сергачского уезда. 1-й районный съезд советов и первое заседание исполкома районного совета состоялись 4 июля 1929 года.
С 7 июля 1929 по 30 июля 1930 года район входил в состав Арзамасского округа. Он укрупнялся сельсоветами:
- в 1940 — из Большеигнатовского района Мордовской АССР,
- в 1957 — из Большемаресевского района,
- в 1965 — Лукояновского района;

разукрупнялся с передачей сельсоветов:
- в 1930 — в МАССР,
- в 1935 — в Большемаресевский и Салганский районы,
- в 1957 — в Гагинский район;

изменялся состав селений и число сельсоветов в 1930, 1933,1935,1952, 1953, 1958, 1960, 1969, 1977, 1979 годах. С 7 января 1954 года по 24 апреля 1957 года район входил в состав Арзамасской области. Район расформирован в апреле 1963 года с передачей сельсоветов в Лукояновский и Починковский районы.
Восстановлен 4 марта 1964 года из сельсоветов Починковского района и части сельсоветов Лукояновского района под управлением исполкома районного совета депутатов трудящихся. 1-я сессия районного Совета депутатов трудящихся прошла 19 января 1965 года, первое заседание президиума исполкома районного Совета депутатов трудящихся состоялось 19 января 1965 г.ода. С октября 1977 года район управляется исполкомом районного совета народных депутатов. В настоящее время — муниципальное образование Большеболдинский муниципальный район.

## Население
| 1939    | 1959    | 1970    | 1979    | 1989    | 2002    | 2008    | 2009    | 2010    |
| ------- | ------- | ------- | ------- | ------- | ------- | ------- | ------- | ------- |
| 37 792  | ↘29 230 | ↘21 262 | ↘16 039 | ↘14 156 | ↘13 035 | ↘11 720 | ↘11 494 | ↗12 035 |
| 2011    | 2012    | 2013    | 2014    | 2015    | 2016    | 2017    | 2018    | 2019    |
| ↘12 006 | ↘11 864 | ↘11 623 | ↘11 506 | ↘11 463 | ↘11 333 | ↘11 180 | ↘11 051 | ↘10 874 |
| 2020    | 2021    |         |         |         |         |         |         |         |
| ↘10 732 | ↘10 525 |         |         |         |         |         |         |         |

### Национальный состав
Основу населения Большеболдинского района составляют русские — около 86 %. Высок процент представителей мордовских национальностей — более 12 %. Места их компактного проживания — села Пикшень и Пермеево. За последние десятилетия из республик бывшего СССР переселились представители других национальностей. Их насчитывается около 2 %. Характерно положительное сальдо миграции.

## Административно-муниципальное устройство
В Большеболдинский район, в рамках административно-территориального устройства области, входят 6  административно-территориальных образований — 6 сельсоветов.
| № | Административно- территориальное (муниципальное) образование | Административный центр | Количество населённых пунктов | Население (чел.) | Площадь (км²) |
| - | ------------------------------------------------------------ | ---------------------- | ----------------------------- | ---------------- | ------------- |
| 1 | Большеболдинский сельсовет                                   | село Большое Болдино   | 7                             | ↗5966            | 127,64        |
| 2 | Молчановский сельсовет                                       | село Молчаново         | 11                            | ↘952             | 158,64        |
| 3 | Новослободский сельсовет                                     | село Новая Слобода     | 15                            | ↘1219            | 227,05        |
| 4 | Пермеевский сельсовет                                        | село Пермеево          | 8                             | ↘1020            | 113,72        |
| 5 | Пикшенский сельсовет                                         | село Пикшень           | 6                             | ↘445             | 111,97        |
| 6 | Черновской сельсовет                                         | село Черновское        | 9                             | ↘923             | 127,45        |

Первоначально на территории Большеболдинского округа  к 2004 году выделялись 9 сельсоветов. В рамках организации местного самоуправления в 2004—2009 гг. в существовавший в этот период Большеболдинский муниципальный район входили соответственно 9 муниципальных образований со статусом сельских поселений.
В 2009 году были упразднены следующие сельсоветы: Илларионовский (включён в Молчановский сельсовет), Большеполянский (включён в Новослободский сельсовет), Сергеевский (включён в Пермеевский сельсовет).
Законом от 4 мая 2022 года Большеболдинский муниципальный  и все входившие в его состав поселения были упразднены и объединены в Большеболдинский муниципальный округ.

## Населённые пункты
В Большеболдинском округе 56 населённых пунктов (все — сельские).
| №  | Населённый пункт   | Тип     | Население | Административно- территориальное (муниципальное) образование |
| -- | ------------------ | ------- | --------- | ------------------------------------------------------------ |
| 1  | Адашево            | село    | ↘0        | Черновской сельсовет                                         |
| 2  | Александровка      | деревня | →0        | Пермеевский сельсовет                                        |
| 3  | Алексеевка         | село    | ↘119      | Молчановский сельсовет                                       |
| 4  | Аносово            | село    | ↘261      | Большеболдинский сельсовет                                   |
| 5  | Апраксино          | село    | ↗441      | Черновской сельсовет                                         |
| 6  | Большевик          | посёлок | ↘222      | Новослободский сельсовет                                     |
| 7  | Большие Поляны     | село    | ↘239      | Новослободский сельсовет                                     |
| 8  | Большое Болдино    | село    | ↗5111     | Большеболдинский сельсовет                                   |
| 9  | Большое Казариново | село    | ↘201      | Большеболдинский сельсовет                                   |
| 10 | Веренка            | деревня | ↘85       | Молчановский сельсовет                                       |
| 11 | Вилы               | посёлок | →3        | Новослободский сельсовет                                     |
| 12 | Головачевка        | деревня | ↘87       | Молчановский сельсовет                                       |
| 13 | Девичьи Горы       | село    | →0        | Молчановский сельсовет                                       |
| 14 | Дмитриевка         | деревня | ↘5        | Большеболдинский сельсовет                                   |
| 15 | Дубровка           | деревня | ↘26       | Новослободский сельсовет                                     |
| 16 | Жданово            | село    | ↘15       | Черновской сельсовет                                         |
| 17 | Знаменка           | село    | ↘73       | Большеболдинский сельсовет                                   |
| 18 | Ивановка           | посёлок | →0        | Пикшенский сельсовет                                         |
| 19 | Илларионово        | село    | ↘212      | Молчановский сельсовет                                       |
| 20 | Казаковка          | село    | ↘9        | Новослободский сельсовет                                     |
| 21 | Кистенево          | село    | ↘42       | Черновской сельсовет                                         |
| 22 | Кондрыкино         | село    | ↘364      | Новослободский сельсовет                                     |
| 23 | Кудеяровка         | деревня | ↘30       | Черновской сельсовет                                         |
| 24 | Летяев             | посёлок | →0        | Новослободский сельсовет                                     |
| 25 | Логиновка          | деревня | →0        | Пермеевский сельсовет                                        |
| 26 | Львовка            | село    | ↘8        | Пикшенский сельсовет                                         |
| 27 | Малиновка          | деревня | ↘2        | Новослободский сельсовет                                     |
| 28 | Малое Болдино      | село    | ↘84       | Пермеевский сельсовет                                        |
| 29 | Малое Казариново   | село    | ↗369      | Большеболдинский сельсовет                                   |
| 30 | Михалко-Майдан     | село    | ↘19       | Пикшенский сельсовет                                         |
| 31 | Молчаново          | село    | ↘161      | Молчановский сельсовет                                       |
| 32 | Никаевка           | посёлок | ↘1        | Новослободский сельсовет                                     |
| 33 | Ниловка            | деревня | ↗66       | Черновской сельсовет                                         |
| 34 | Новая Слобода      | село    | ↘698      | Новослободский сельсовет                                     |
| 35 | Новопушкино        | посёлок | →0        | Пикшенский сельсовет                                         |
| 36 | Новороссийский 1   | посёлок | ↘9        | Новослободский сельсовет                                     |
| 37 | Новороссийский 2   | посёлок | ↘0        | Новослободский сельсовет                                     |
| 38 | Павловка           | посёлок | ↘1        | Пикшенский сельсовет                                         |
| 39 | Пересекино         | село    | ↘66       | Молчановский сельсовет                                       |
| 40 | Пермеево           | село    | ↘447      | Пермеевский сельсовет                                        |
| 41 | Пикшень            | село    | ↘508      | Пикшенский сельсовет                                         |
| 42 | Пралевка           | деревня | ↘49       | Новослободский сельсовет                                     |
| 43 | Прогресс           | посёлок | ↘1        | Пермеевский сельсовет                                        |
| 44 | Рябиновка          | посёлок | ↘15       | Новослободский сельсовет                                     |
| 45 | Садовая            | деревня | ↘28       | Пермеевский сельсовет                                        |
| 46 | Свирино            | деревня | ↘6        | Черновской сельсовет                                         |
| 47 | Сергеевка          | село    | ↘576      | Пермеевский сельсовет                                        |
| 48 | Старое Ахматово    | село    | ↘345      | Молчановский сельсовет                                       |
| 49 | Стяжкино           | деревня | ↘9        | Молчановский сельсовет                                       |
| 50 | Сумароково         | село    | ↘82       | Молчановский сельсовет                                       |
| 51 | Усад               | деревня | ↘149      | Черновской сельсовет                                         |
| 52 | Успенский          | посёлок | ↘50       | Большеболдинский сельсовет                                   |
| 53 | Черновское         | село    | ↗487      | Черновской сельсовет                                         |
| 54 | Чертас             | деревня | ↘175      | Молчановский сельсовет                                       |
| 55 | Чиреси             | село    | ↘94       | Пермеевский сельсовет                                        |
| 56 | Яз                 | село    | ↘22       | Новослободский сельсовет                                     |

## Органы местного самоуправления
Глава местного самоуправления Большеболдинского муниципального округа Нижегородской области
- Морозова Алла Александровна

Председатель Совета депутатов Большеболдинского муниципального округа Нижегородской области
- Кочетов Владимир Михайлович

## Известные люди района
- Осин Алексей Антонович — Герой Советского Союза, ст. лейтенант, командир стрелковой роты. Родился в 1913 году в деревне Кудеяровка.
- Шестаков Максим Кузьмич — Герой Советского Союза. Родился 3 февраля 1916 года в селе Яз.
- Антошин Яков Фёдорович (18 апреля [1 мая] 1913 год — 1 (2) декабря 1993) — Герой Советского Союза (15.01.1944), участник Великой Отечественной войны, пулемётчик 58-го гвардейского кавалерийского полка 16-й гвардейской Черниговской кавалерийской дивизии, сформированной в декабре 1941 года в городе Уфе, как 112-я Башкирская кавалерийская дивизия, 7-го гвардейского кавалерийского корпуса 61-й армии Центрального фронта, гвардии красноармеец.
- Балашов Михаил Ефимович (15 декабря 1903 — 26 сентября 1943) — Герой Советского Союза (19.03.1944), участник Великой Отечественной войны, сапёр 28-го гвардейского отдельного сапёрного батальона 25-й гвардейской стрелковой дивизии 6-й армии Юго-Западного фронта, гвардии красноармеец.
- Бедин Иван Петрович (1906—1975) — полковник Советской Армии, участник Великой Отечественной войны, Герой Советского Союза (1945).
- Докукин Иван Архипович (1920—1943) — участник Великой Отечественной войны, Герой Советского Союза, заместитель командира эскадрильи 504-го штурмового авиационного полка 226-й штурмовой авиационной дивизии 8-й воздушной армии Юго-Восточного фронта, капитан ВВС.